# Rue Albert-Roussel
Rue Albert-Roussel je ulice v Paříži. Nachází se v 17. obvodu.

## Poloha
Ulice spojuje Boulevard Berthier a Rue Stéphane-Grappelli.

## Historie
Ulice vznikla v roce 2002 pod názvem „voie BM/17“ v rámci nové zástavby. Ulice byla o rok později přejmenována na Rue Albert-Roussel podle francouzského hudebního skladatele Alberta Roussela.

## Významné stavby a pamětihodnosti
- Tower-Flower
- Jardin Claire-Motte (vstup z Rue Marguerite-Long)